# Line (песня)
«Line» (с англ. — «Линия») — песня латвийской группы «Triana Park», представленная на конкурсе «Евровидение-2017» в Киеве.

## Евровидение
Triana Park подтвердили свое участие 13 января 2017 года в «Supernova 2017», национальном отборе Латвии на Евровидении 2017 года. Они соревновались во втором туре 12 февраля 2017 года и перешли в полуфинал. Затем, во время полуфинала, состоявшегося 19 февраля 2017 года, они прошли квалификацию в финал. Во время финала, состоявшегося 26 февраля 2017 года, они были объявлены победителями после победы в голосовании. Латвия соревновалась во второй половине первого полуфинала на Евровидении, но в финал не попал.

## Композиция
| №  | Название | Длительность |
| -- | -------- | ------------ |
| 1. | «Line»   | 3:06         |